# Sarcophyton (orquídea)
Sarcophyton é um género botânico pertencente à família das orquídeas (Orchidaceae).